# 厄尔·沃伦
厄尔·沃伦（1891年3月19日—1974年7月9日），美国著名政治家、法学家，第14任美国首席大法官（1953年-1969年）、第30任美国加利福尼亚州州长（1943年-1953年）。他也曾担任沃伦委员会的主席，负责调查1963年肯尼迪总统遇刺案。截至目前，沃倫是最后一位曾在政府内担任过要职的美国首席大法官，他被广泛视为美国历史上最具影响力的首席大法官和政治领袖之一，其主政下的美国最高法院（沃伦法院）主导了美国近代史上一场划时代的自由主义“宪政革命”。
沃伦出生于美国洛杉矶，在加州的贝克斯菲尔德长大，毕业于伯克利加州大学，先后获得本科学位（1912年）及法律博士学位（1914年）。1920-1943年间，他先后担任旧金山湾区奥克兰市副检察官、阿拉米达县地方检察官、加州检察总长等职务，是加州共和黨的领导人之一。1943年他就职第30任加州州长，并于1946年及1951年连续两次成功连任，是历史上唯一一位连任三届的加州州长。在沃伦担任州长期间，加州的经济迅速发展，以加州大学为首的公立大学体系日趋完善，州内的种族隔离逐渐瓦解，而沃伦也参加了1945年的联合国国际组织会议、见证了《联合国宪章》在加州旧金山的签署。
在1948年美国总统选举中，沃伦作为托马斯·杜威的竞选搭档、参选美国副总统，但杜威最终败给了民主党参选人哈里·杜鲁门；在1952年美国总统选举中，沃伦寻求共和黨的提名参选，但共和党最终提名了德怀特·艾森豪威尔。1953年，美国第34任当选总统艾森豪威尔任命厄尔·沃伦作为第14任美国最高法院首席大法官。在担任首席大法官期间，沃伦领导的最高法院成为了美国自由主义、进步主义的堡垒，作出了确立美国“一人一票”民主普选制、禁止种族隔离、推广权利法案、政教分离、逮捕程序改革（米兰达警告）、抗击麦卡锡主义、保障言论自由、保障婚姻自由等众多里程碑式的判决，他还协助废除了美国的种族隔离法——吉姆·克劳法。
1969年6月，厄尔·沃伦从最高法院正式退休，由联邦上诉法院的保守派法官沃伦·厄尔·伯格（伯格法院）继任首席大法官。尽管沃伦法院所作的部分判决受到了许多保守派人士的批评，但却获得了民主自由派人士的广泛支持和称赞，而且这些裁决几乎没有被沃伦法院的继任者们所推翻。2006年12月，美国知名杂志《大西洋月刊》将沃伦评为“美国历史上最具影响力的100位人物（The 100 Most Influential Figures in American History）”第29名，也是美国历史上第二有影响力的首席大法官、仅次于约翰·马歇尔。

## 早年生活

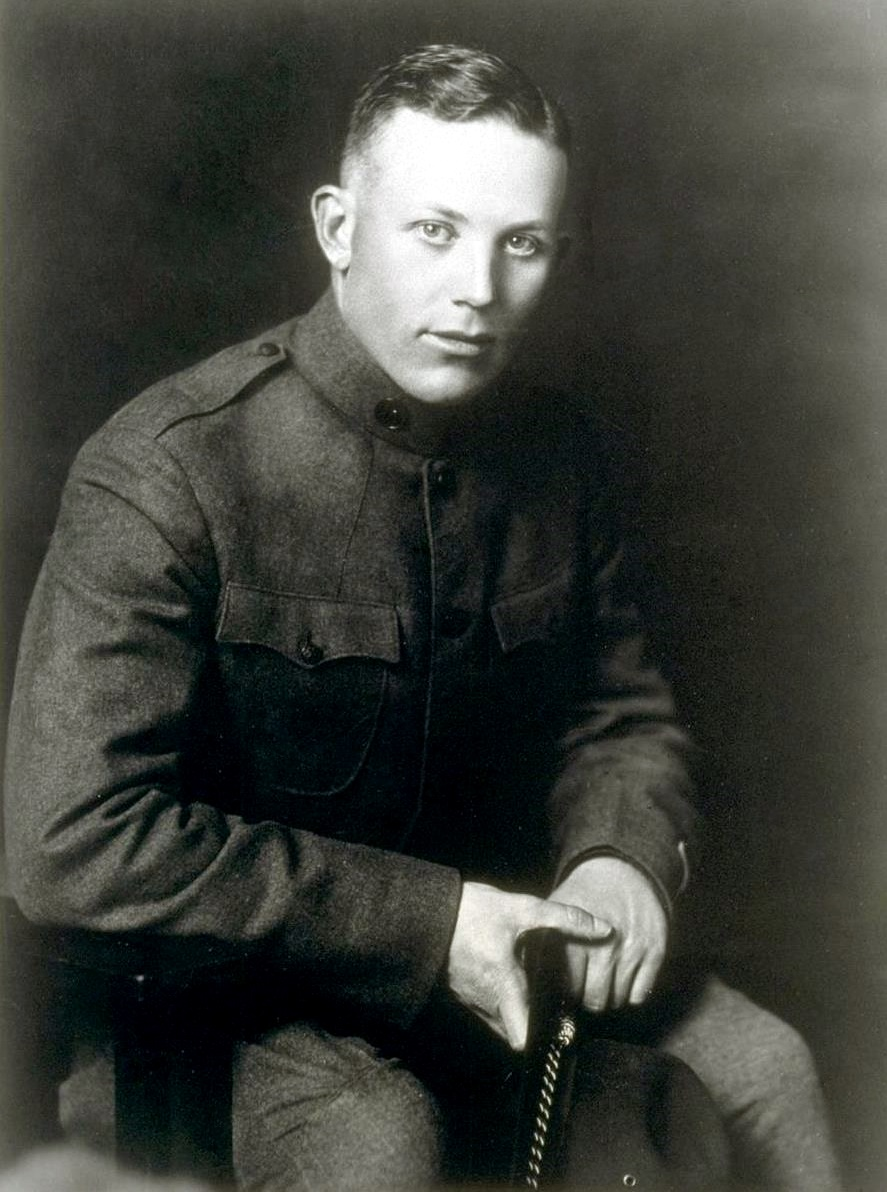
1918年沃伦参加美国陆军时期（第一次世界大战）

厄尔·沃伦於1891年3月19日出生在加利福尼亚州的洛杉矶，父亲米西斯·沃伦（Methias Warren）是挪威移民，母亲克莉丝托·沃伦（Crystal Hernlund）是瑞典移民，沃伦还有一个姐姐艾希尔·沃伦（Ethel Warren）。沃伦的父母亲在美国的明尼阿波利斯结婚，1889年两人移居南加州，父亲米西斯在南太平洋运输公司工作。1896年，沃伦随父母搬到了加州的贝克斯菲尔德，而他也在那里长大成人。
1908年，沃伦从加州克恩县的高中毕业。高中毕业后，他进入美国伯克利加州大学深造，以期成为一名律师。他最初选择攻读政治科学专业，期间也受到了当时美国进步主义思潮的影响。在大四的时候，沃伦进入了伯克利的法律系（后来被重新命名为加州大学伯克利分校法学院），1912年他获得了伯克利加州大学的本科学位（B.A.），尽管后来伯克利法学院的院长一度想将他劝退，但1914年沃伦最终还是获得了伯克利法学院的法律博士学位（J.D.）。
和法学院其他同学一样，沃伦从伯克利一毕业就免试获得了加州律师从业资格。从法学院毕业之后，他曾在旧金山的“联合石油公司（Associated Oil Company）”工作。但他并不喜欢在石油公司的工作，并且目睹了许多腐败现象。很快，他便转行进入了奥克兰的私人律师事务所“鲁滨逊与鲁滨逊（Robinson and Robinson）”。
第一次世界大战爆发后，美国于1917年4月正式参战，沃伦最初志愿申请加入一个美军军官训练营（officer training camp），但因为患了痔疮而被拒绝。当他通过手术移除痔疮、身体完全恢复后，训练营已经结束，沃伦只能于1917年8月以二等兵（private）的身份加入美国陆军。1918年5月，他晋升到少尉（second lieutenant）军衔，之后他一路晋升到中尉（first lieutenant）军衔。一战结束后，沃伦回到加州奥克兰，但依然保持美國陸軍預備役的身份直至1934年，那年他最终晋升到上尉（captain）军衔。

## 地方检察官

### 奥克兰市
1918年底，沃伦回到奥克兰，成为了加州众议院新当选议员莱昂·E·格雷（Leon E. Gray）的助理，他们之前在奥克兰私人律师所工作的时候就认识。1919年，他当选奥克兰的副检察官（Deputy City Attorney）。

### 阿拉米达县

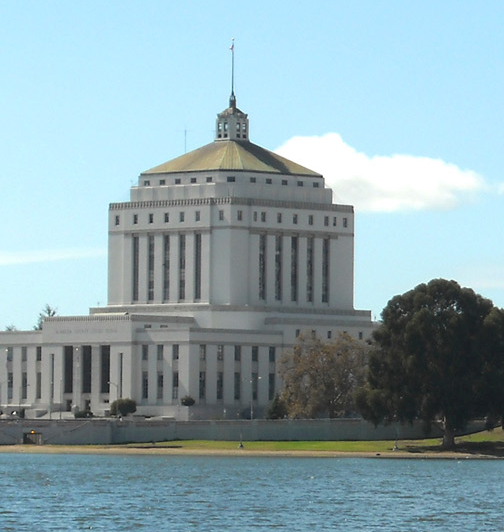
加州阿拉米达县高等法院（1934年竣工）

1920年，沃伦当选旧金山湾区阿拉米达县的副助理检察官（Deputy Assistant District Attorney）。1925年，在时任加州州长弗伦德·理查德森等人的支持下，他升任为阿拉米达县的地方检察官（District Attorney）。 
在担任阿拉米达县的地方检察官期间，沃伦因其“实干反腐、公正不阿、无论党派”的作风在加州内赢得了声誉，此外他还提出了4项改革加州司法部门和执法部门的提案、获得认可。他鼎力支持各执法部门的自治，但同时也认为警方和检方应当公正公平行事。此外，与其他1920年代的地方检察官不同，沃伦在其任内严格执行美国禁酒令。
1927年，沃伦发起了对阿拉米达县治安官伯顿·贝克的反腐败调查。这场调查被当时的一些美国媒体称为是“美国历史上对受贿行为最彻底的一次揭露”，而沃伦也于1930年在阿拉米达县高等法院（Superior Court）赢得了对贝克的诉讼。沃伦在工作上的不懈努力赢得了全国上下的瞩目，在一项1931年的针对全美执法官员的民调中，沃伦被评为“工作最上进、政治最独立的美国地方检察官。”
在担任阿拉米达县地方检察官期间，沃伦曾于1926年、1930年、1934年三度连任，被称为“罪犯的剋星（crime fighter）”。沃伦在1926年竞选期间拒绝接受政治赞助，他的竞选活动几乎完全依靠自费。相比于竞选对手，沃伦很明显在财政上处于劣势，但他最终的得票依然以大比例获胜。 而到了1930年，他的连任几乎毫无悬念，其他的候选人并未对其造成实质性的挑战。

## 加州检察总长

### 政绩

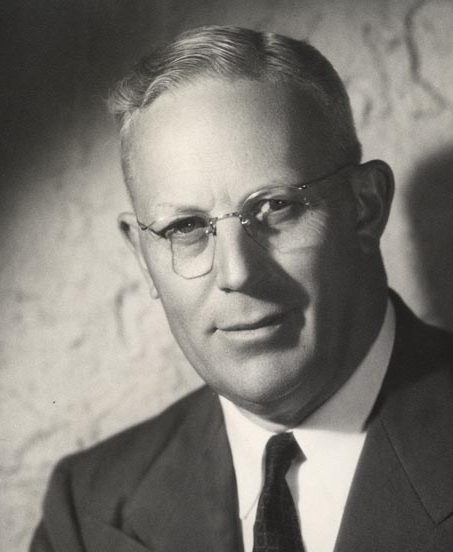
第20任加州检察总长厄尔·沃伦

1938年底，沃伦获选为第20任加州检察总长，1939年1月3日正式上任。沃伦在检察总长的竞选过程中，由于当时政策允许一个人参加多个党派的提名，沃伦同时参加了共和黨、民主党和加州进步党的三个党内初选，并保留加州共和党主席的身份直到1938年4月。最终，沃伦同时赢得了三个党派的党内初选，毫无悬念地当选了加州检察总长。
在当选检察总长后，沃伦进行了大刀阔斧的改革，他将州内的执法部门以不同片区进行划分，并大力在全州范围内对犯罪展开预防。他在任內嚴正執法，當時被譽為最有效率的檢察总長。他最主要的政绩之一就是打击从南加州出海的各种赌博船只， 还延续了前任检察总长的许多政策，包括优生学法的绝育措施等等。 在担任加州检察总长期间，沃伦曾经任命伯克利加州大学的法学教授罗杰·托雷诺作为他的一个副检察长（Deputy Attorney General），而托雷诺之后成为了第23任加州首席大法官、也是美国最具影响力的法官及法学家之一。

### 日裔美国人隔离
沃伦在担任檢察總長期間，1941年12月日本發動珍珠港事件，美国被卷入第二次世界大战。当时，美国政府認為日裔移民可能從事間諜行動，而沃伦也公開支持美國軍方所提出隔離日本人及日裔移民的方案。沃伦曾于1942年1月说道：“日本人如今在加州就好像整个美国民间防线的阿喀琉斯之踵。”虽然对美籍日本人进行隔离的最终决定是由约翰·L·德威特将军作出的，但沃伦的公开表态确实给这项隔离举措提供了重要支持。
到了1944年初，沃伦开始对此事感到懊悔，而他也于1944年12月批准了美国联邦政府允许美籍日本人返回加州的决定。在晚年的回忆录中，沃伦写道：
我对那项隔离命令和我自己的证词感到非常懊悔，因为这不符合我们美国对于自由和公民人权的定义……每当我想起那些无辜的孩童被强制从家里、学校和自己熟悉的环境中带走，我的良心备受谴责……如此莽撞的行动是错误的，而且当时并没有充分的证据显示那些日本移民对美国有任何不忠。——《沃伦回忆录》（1997年）

## 加州州长

### 州长竞选

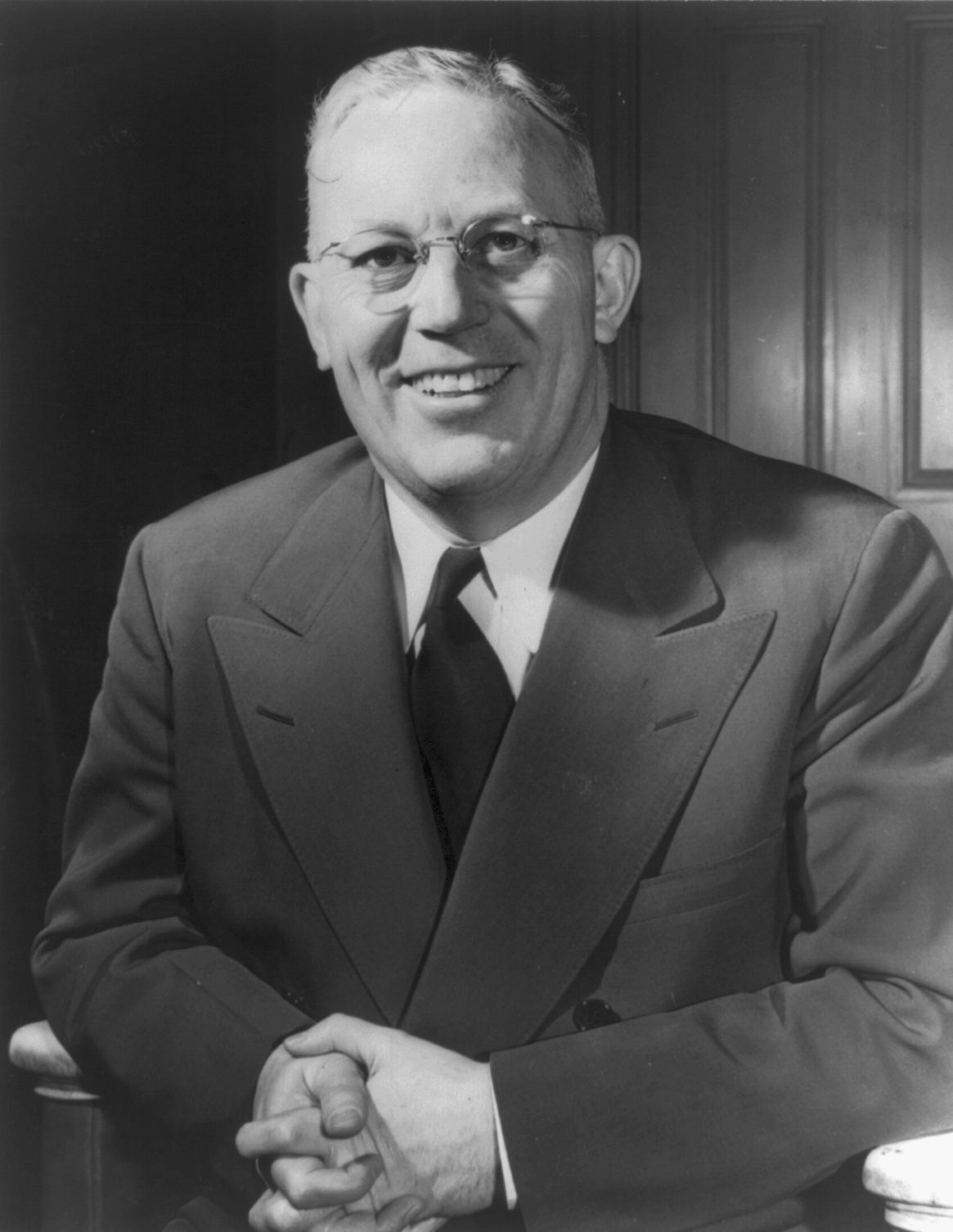
沃伦担任加州州长时期

沃伦早期虽然是共和黨人，在政治上卻標榜摒棄黨派成見。1942年州長選舉，沃伦同時參加共和黨和民主党的两个黨內初選、赢得了共和党的初选，他甚至差点击败時任州長卡尔伯·特奥尔森也赢得民主党的初选。1942年11月，沃伦在最终选举中顺利击败特奥尔森、当选新一任加州州长。
1946年州長選舉，沃伦谋求连任，他同時贏得了共和黨與民主黨的黨內初選，并成功连任加州州长。1951年他再度成功連任，成為加州史上第一位连续擔任三屆的州長（截止2019年，也是历史上唯一一位）。

### 执政政策
沃伦在担任加州州长期间，“州长”及“州政府”的行政方式实现了现代化变革，着重强调效率和计划。由於加州得天獨厚的地理條件以及沃伦的改革計畫及行政效率，在沃伦州长任內，加州的收入、預算及建設節節增加，为二战后直到1960年代中期的近20年的经济腾飞打下了坚实基础。在他任内，加州失业保险金逐渐提高、消费税下降、退休金上涨，而加州的医疗及监狱系统都得到了很大的改善。1940-1950年的十年间，加州的人口增长超过50%，而沃伦的改革也为新到来的人口提供了各种便利服务。
此外，沃伦协助瓦解了加州对墨西哥裔、华裔的种族隔离以及反异族通婚法，还为加州建设了以加州大学为核心的声望卓著的公立大学系统，为几代加州人提供了质高价廉的高等教育。1945年4月25日至6月26日，沃伦在联合国国际组织会议（俗称“旧金山会议”）中扮演了重要角色，而他也见证了《联合国宪章》在加州旧金山的顺利签署。
虽然沃伦从第二任州长任期起曾多次提出全面實施醫療保險法案，但均遭州議會否決。 他曾试图建立一个研究“就业歧视”的委员会，但也被共和党多数的州议会给否决。

### 国家政治
沃伦在政治光譜上被視為共和黨的溫和派。由於沃伦在加州的政績及全國的知名度，1948年他曾參加共和黨的美国總統候選人的黨內初選，但因得票不盡理想而退出。後來在贏得初選的紐約州州長托马斯·杜威极力邀請下，沃伦同意搭档、成为美国副總統候選人，但在該次大選中，杜威最终以些微之差败给了后来的美国總統哈利·杜鲁门。 这次竞选也成为沃伦一生中唯一一次失败的竞选。

## 美国首席大法官

### 法官任命

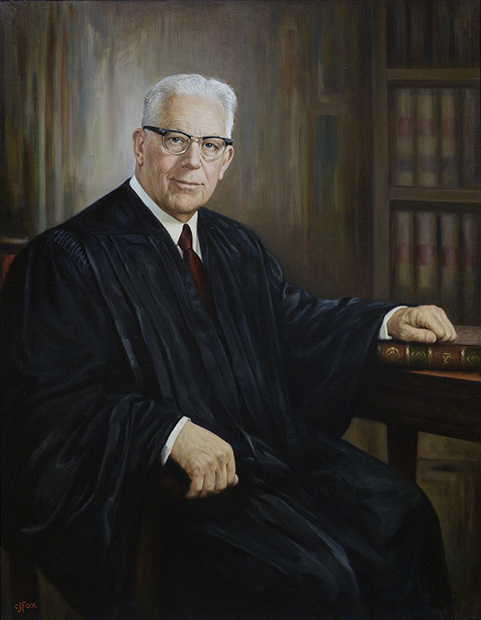
第14任美国首席大法官厄尔·沃伦

1952年，沃伦又被視為共和黨的熱門總統候選人之一，但因德怀特·艾森豪威尔五星上將的參選而退出。作為退選的交換條件，艾森豪威尔向沃伦保证，未来如果美国最高法院大法官的职位出现空缺，就提名沃伦接任。沃伦起初同意加入第34任美国当选总统艾森豪威尔的内阁，并担任美國訟務次長。但巧合的是，1953年9月，时任美国首席大法官弗雷德·文森突发心脏病逝世，而艾森豪威尔也在深思熟虑后决定信守承诺、提名厄尔·沃伦继任首席大法官。 艾森豪威尔在写给其兄弟的信中说道：“沃伦拥有17年的公法从业经验，而且作出了令人瞩目的成绩……他一直是一个保守派内的自由主义者，我相信他身上融合了最高法院所需要的政治、经济和社会思维。”
1953年10月，沃伦接受了艾森豪威尔的休会任命、出任第14任美国首席大法官，而1954年3月美国国会参议院也正式批准了该提名。 截止2019年，沃伦大法官是最后一位曾经在美国政府内担任过要职的首席大法官。
出乎眾人意料，原本屬於溫和保守派（共和黨）的沃伦上任後，在其盟友小威廉·布伦南大法官等人的协助下，带领最高法院頻頻作出傾向自由派（民主党）的判決，以至于曾有评论称，属于共和党的艾森豪威尔总统後來評論提名沃伦乃是他“一生中所犯的最愚蠢的错误（the biggest damn-fool mistake I ever made）”。

### 任内判决
厄尔·沃伦担任美国首席大法官期间（1953年-1969年），在自由派大法官小威廉·布伦南、休戈·布莱克、威廉·道格拉斯等人的协助下，美国最高法院（常称为沃伦法院）成为了美国自由主义、进步主义的堡垒。沃伦法院曾作出了一系列里程碑式的判决，主要包括：
| 年份       | 案件 | 判决结果 |
| ---------- | --- | --- |
| 1954       | 埃尔南德斯诉德克萨斯州案 （Hernandez v. Texas）                                                             | 9-0，多数意见撰写：厄尔·沃伦。裁定墨西哥裔美国人有权参加陪审团。 |
| 1954       | 布朗訴托皮卡教育局案 （Brown v. Board of Education）                                                        | 9-0，多数意见撰写：厄尔·沃伦。裁定公立学校种族隔离违宪。 |
| 1956       | 耶茨诉美国案，等等 （Yates v. United States, etc）                                                          | 推翻反共人物为镇压共产党人而制定的法律，逐渐瓦解了麦卡锡主义。 |
| 1962       | 恩格尔诉维塔莱 （Engel v. Vitale）                                                                          | 6-1，多数意见撰写：休戈·布莱克。裁定公立学校要求学生背诵官方制定的祷告祷词这一做法违宪，保障祈祷自由权利。                                                               |
| 1963       | 吉迪恩诉温赖特案 （Gideon v. Wainwright）                                                                   | 9-0，多数意见撰写：休戈·布莱克。裁定在刑事案件嫌疑人在自身无法负担律师费用的情况下，政府应当为被告嫌疑人提供辩护律师。                                                   |
| 1962- 1964 | 贝克诉卡尔案，韦斯伯里诉桑德斯案，雷诺兹诉西姆斯案 （Baker v. Carr，Wesberry v. Sanders, Reynolds v. Sims） | 6-2，多数意见撰写：小威廉·布伦南；6-3，多数意见撰写：休戈·布莱克；8-1，多数意见撰写：厄尔·沃伦。确立了美国“一人一票”的民主普选制度，极大改变了城市、农村地区的投票权重。 |
| 1964       | 纽约时报诉沙利文案 （New York Times Co. v. Sullivan）                                                       | 9-0，多数意见撰写：小威廉·布伦南。确立了对公众人物诽谤案件的“真实恶意原则”、保证了新闻媒体的言论自由。                                                                   |
| 1964       | 亚特兰大之心汽车旅馆诉美国案 （Heart of Atlanta Motel, Inc. v. United States）                              | 9-0，多数意见撰写：汤姆·C·克拉克。确立《1964年民权法案》，禁止公共机构和公共场所的种族隔离。                                                                             |
| 1965       | 格里斯沃尔德诉康乃狄克州案 （Griswold v. Connecticut）                                                      | 7-2，多数意见撰写：威廉·道格拉斯。判定康涅狄格州禁止公民节育违宪，保证了公民婚姻隐私权，为1973年的罗诉韦德案提供判例依据、保证了妇女的堕胎权。                           |
| 1966       | 米兰达诉亚利桑那州案 （Miranda v. Arizona）                                                                 | 5-4，多数意见撰写：厄尔·沃伦。要求警方羁押当事人时必须告知其拥有某些权利，包括请律师的权利，常称米兰达警告。                                                             |
| 1967       | 洛文诉弗吉尼亚州案 （Loving v. Virginia）                                                                   | 9-0，多数意见撰写：厄尔·沃伦。裁定弗吉尼亚州及其它16州禁止不同族裔通婚违宪，异族通婚合法化，保障了婚姻自由权。                                                           |

### 沃伦委员会
1963年，约翰·肯尼迪总统遇刺后，新继任总统林登·约翰逊任命厄尔·沃伦担任刺杀案的调查委员会主席，该委员会又称沃伦委员会。1963年12月-1964年10月， 沃伦同时担任首席大法官以及沃伦委员会的主席，该委员会由民主党和共和党的成员共同组成。然而这段经历对沃伦来说并不愉快，因为作为法官他必须坚持公平和正义，但作为政治家他也明白有些事情必须保密、不能公开。最终，沃伦为了委员会的全体成员能达成一致、在最后的报告上签名，他在几个问题上做了妥协。该委员会得出最终结论是：行刺纯属个人所为（即是由槍手李·哈维·奥斯瓦尔德負全責）。

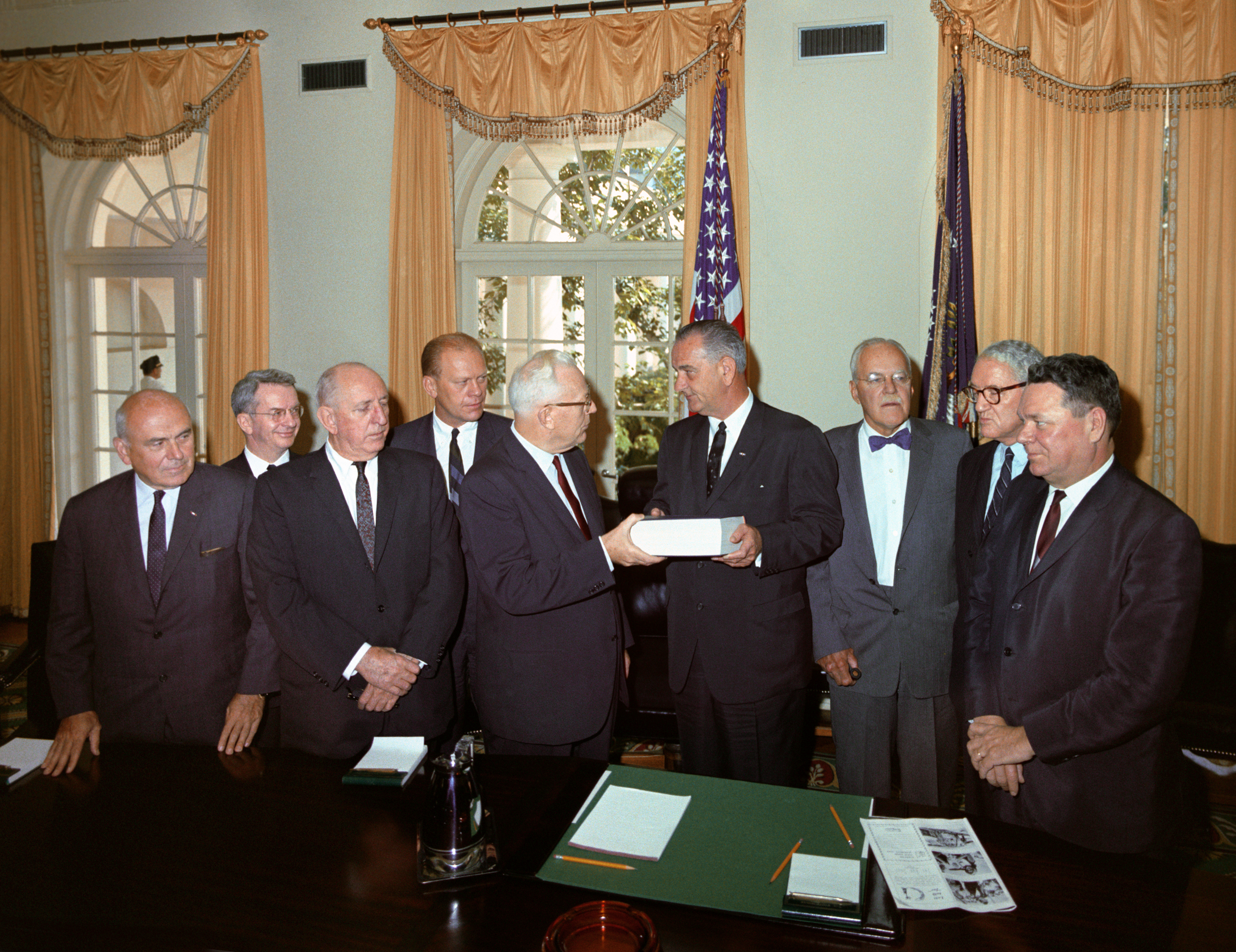
沃伦委员会向总统林登·约翰逊提交肯尼迪遇刺案的最终报告（沃伦报告）

虽然《沃伦报告》公布后的初期受到了好评，但它逐渐变为了一份充满争议的文件。当时，美国国内、国外的许多人都怀疑对肯尼迪的刺杀事件是由古巴或者美国右翼团体策划的，1967年的盖洛普民意调查显示大部分美国人不相信奥斯瓦尔德是单独行动的唯一刺客。沃伦委员会也因为没有向民众公开某些政府的核心机密而受到质疑，沃伦报告所缺乏的真诚度更是激起了民众的反政府情绪，进而在民间诞生了许多阴谋论。许多阴谋论者一直质疑沃伦报告中的许多关键证据缺失或被曲解，并且有许多逻辑矛盾。 沃伦自身相信奥斯瓦尔德是单独行动的、未受到指使，他曾写到：“暗杀事件的真相本身就是如此简单，简单到让许多人宁愿相信它的实际情况应当非常复杂并且充满了阴谋。”

### 退休情况

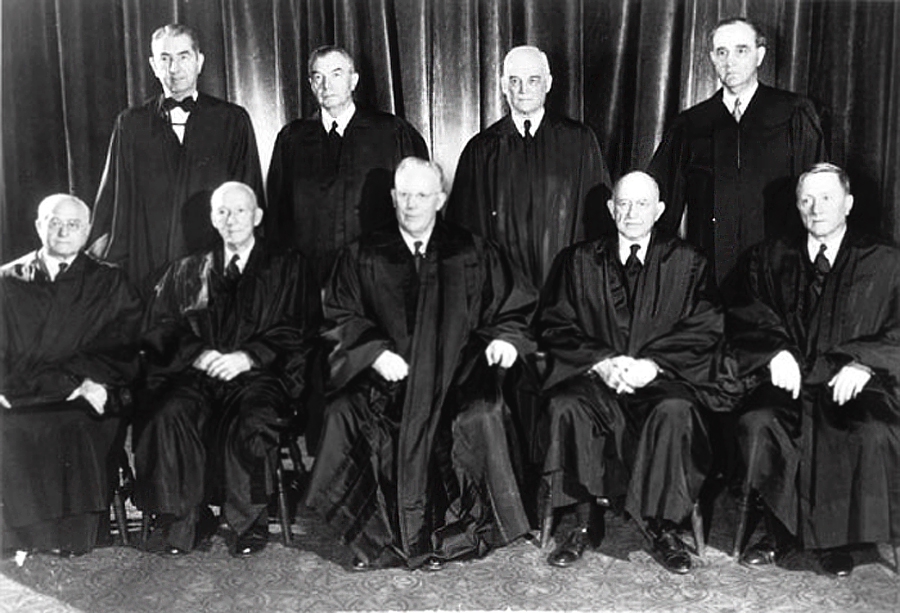
沃伦法院（1953年-1969年）

到了1968年，沃伦已经准备好从最高法院退休，因为他想和太太去环游世界，而且他担心自己年事已高，最终会像休戈·布莱克、威廉·道格拉斯两位大法官一样精神衰退。与此同时，他也担心理查德·尼克松会赢得1968年美国总统选举，而如果他退休，尼克松就可能会任命一个保守主义者接替他担任首席大法官。最终，1968年6月，沃伦还是向时任美国总统林登·约翰逊递交辞呈，但辞呈只有在下一任首席大法官的提名在国会通过后才会生效。当时，大约有一半的共和党参议员反对总统选举前任命最高法院的新成员。
期间，林登·约翰逊曾提名沃伦法院内的大法官亚伯拉罕·亚伯·方特斯接任沃伦。但是该提名遭到了共和党议员和南部各州民主党议员的联合反对。最终，约翰逊撤回了该提名。1969年初，沃伦发现方特斯私下里和华尔街的一个投资人签订了每年2万美金的合同、为其提供法律咨询，沃伦立刻要求方特斯从最高法院辞职，而方斯特在深思熟虑后同意了。
1968年底，共和党候选人理查德·尼克松击败民主党候选人休伯特·汉弗莱当选第37任美国总统。沃伦虽然不情愿将被尼克松任命的保守派大法官接替，但他还是拒绝收回先前的首席大法官辞呈，因为他不想让他的辞职显得富有政治色彩。1969年6月23日，厄尔·沃伦正式从美国最高法院退休，由尼克松提名的联邦上诉法院保守派法官沃伦·厄尔·伯格接任首席大法官，而尼克松的这个提名人选并未提前征询过厄尔·沃伦的意见。沃伦后来在谈到从最高法院退休时说：“我希望沃伦法院被铭记为一个人民的法院（I would like the Court to be remembered as the people's court）。”
退休后，沃伦曾表态反对越南战争、支持消除贫困。 他虽然在公开场合没有批评继任的伯格法院，但私下里还是对该法院的许多保守派立场感到忧虑。 而沃伦对尼克松的评价一直很低，1972年的水门事件丑闻爆发后，沃伦甚至私下里称尼克松“也许是美国历史上最可鄙的总统。”沃伦后来对从最高法院退休感到懊悔，他反思到：“如果我早知道之后这个国家和这个法院会发生什么，我是绝对不会退休的。最后应该是他们拿着棺材板把我抬出去。”

## 个人生活

### 家庭情况
第一次世界大战后，厄尔·沃伦返回加州奥克兰，与其姐姐和姐夫一起居住。1921年，30岁的沃伦和他未来的太太尼娜·伊丽莎白·梅耶斯（Nina Elisabeth Meyers）在奥克兰相识。当时28岁的尼娜是一个寡妇，是一家商店的经理，还带着一个3岁的孩子。她出生于瑞典，在婴儿时期就随家里移民美国。
1925年10月4日，沃伦和尼娜结婚，而沃伦也成为尼娜与她前夫所生孩子的继父。沃伦夫妇自己的第一个孩子在1928年出生，此后他们又生了4个子女，一生总共养育了6个子女。沃伦夫妇关系亲密，他们的一个女儿曾经评价道：“这是我能想到的最完美的婚姻关系。”1935年，沃伦的父亲被谋杀，但调查人员始终无法找到真凶。
1943年，沃伦当选加州州长后，全家搬到了加州首府萨克拉门托。1953年，沃伦被任命为美国首席大法官后，全家又搬到了美国首都华盛顿。

### 逝世情况

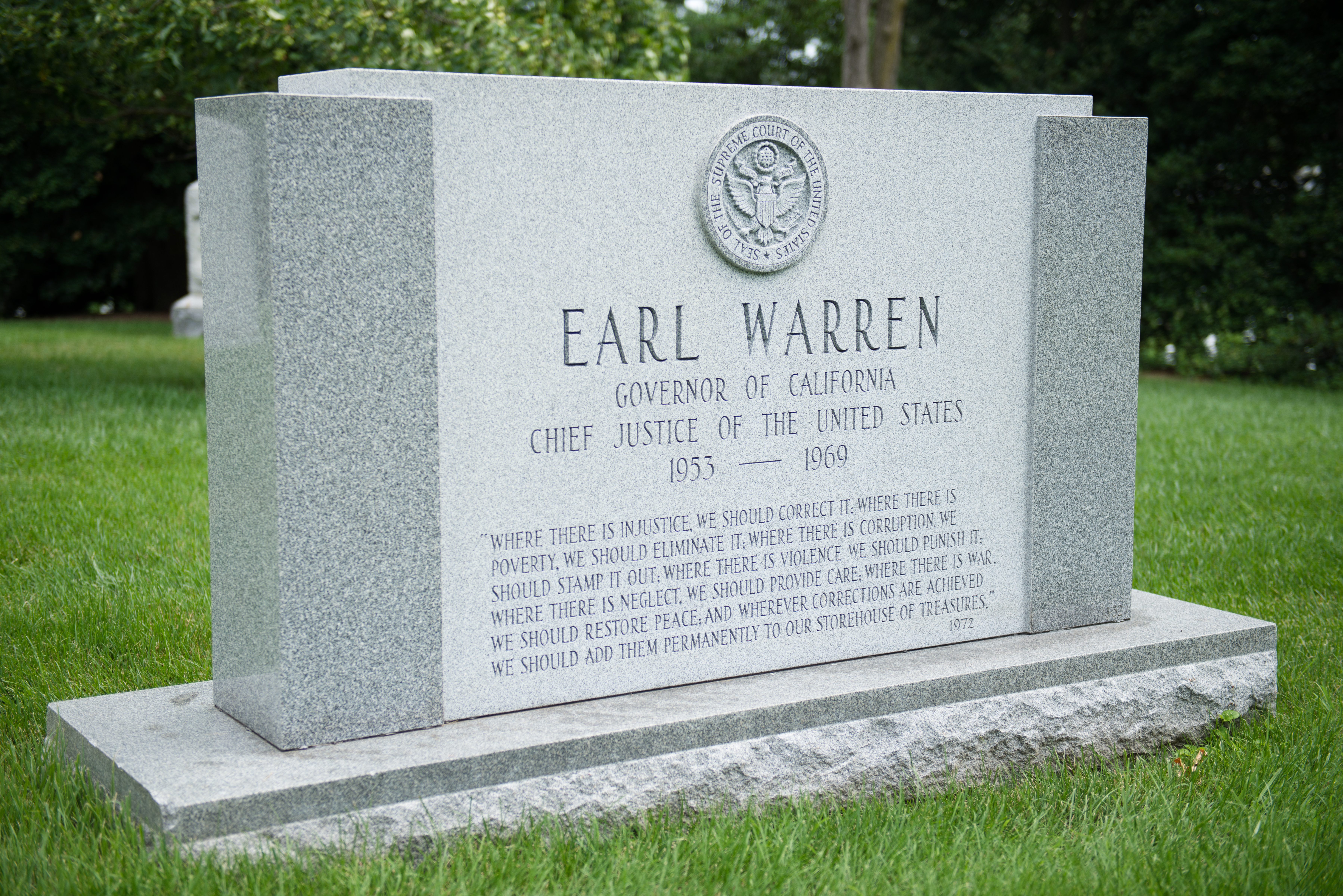
厄尔·沃伦的墓碑

1974年7月2日起，厄尔·沃伦因为充血性心力衰竭以及冠状动脉病变住进了美国首都华盛顿的乔治城大学医院。1974年7月9日晚8点10分，沃伦因心搏停止于乔治城大学医院逝世，享年83岁。
在逝世前的几个小时，沃伦在美国最高法院的盟友小威廉·布伦南大法官、威廉·道格拉斯大法官曾前往医院探望他，直到下午5点30分。当时，沃伦还忍不住向他们询问，最高法院是否会判决美国时任总统理查德·尼克松必须向水门事件调查组提交64份相关录音带（美国诉尼克松案）。当得知最高法院九位大法官一致同意尼克松总统必须提交录音带时，沃伦深感欣慰、确信他深爱着的最高法院将会给世间带来一场正义的审判。
沃伦去世时，他的太太和一个女儿陪伴在其身边。逝世后，沃伦的遗体被安放在美国最高法院的大堂（Great Hall）内供人瞻仰。他的葬礼在美国华盛顿国家座堂举行，遺體之后被安葬于美国阿灵顿国家公墓。

## 人物影响

### 历史评价

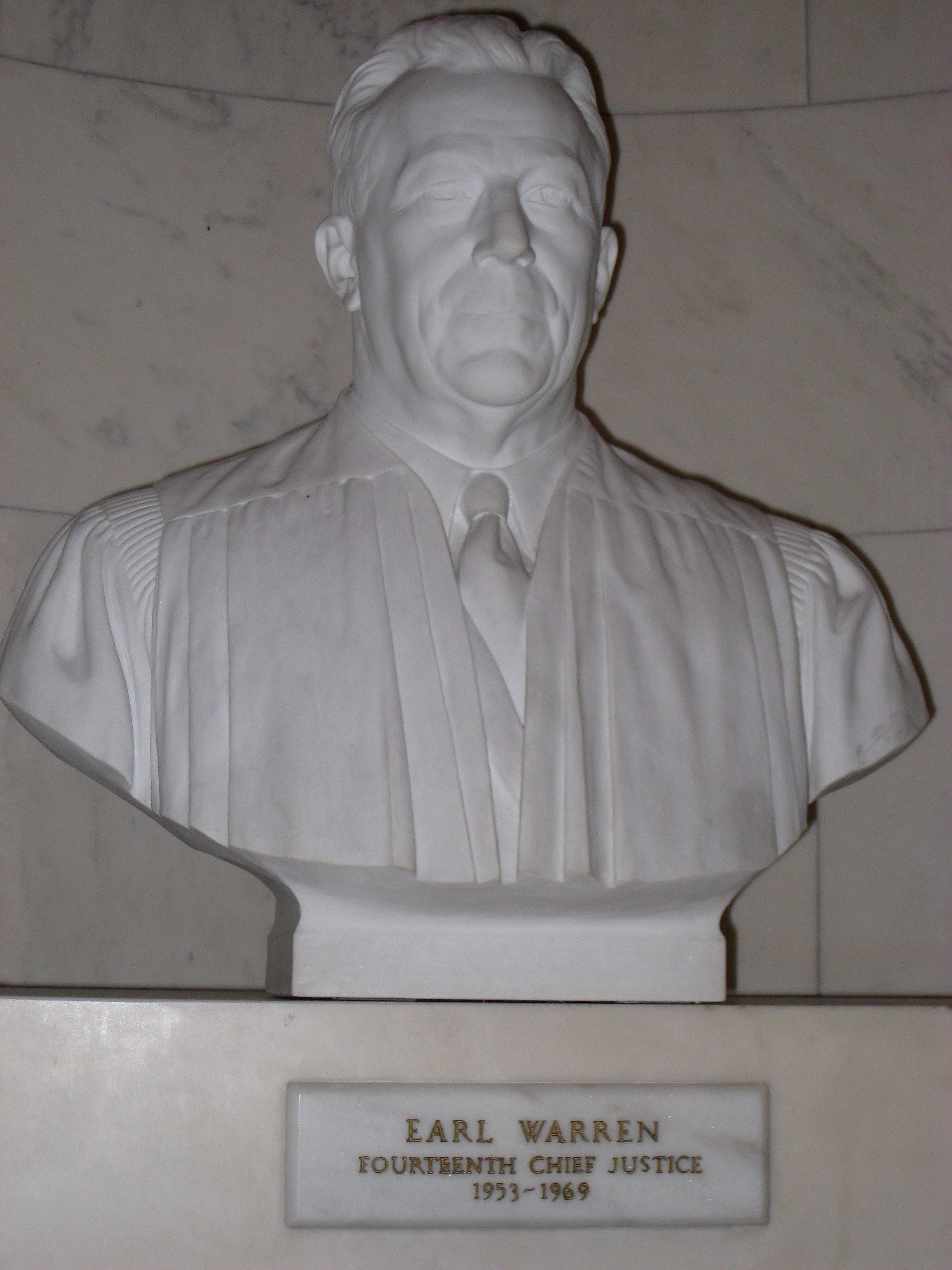
美国最高法院内的厄尔·沃伦头像

厄尔·沃伦被广泛视为美国历史上最具影响力的首席大法官和政治领袖之一。他主政下的美国最高法院（沃伦法院）主导了美国历史上一场划时代的自由主义宪政革命，彰显出对自由、民主、平等、人权的深刻信仰。1974年7月，美国《洛杉矶时报》在对沃伦的悼文中称他“与约翰·马歇尔、罗杰·B·托尼并列为美国历史上最重要的首席大法官。”2006年12月，美国知名杂志《大西洋月刊》将沃伦评为“美国历史上最具影响力的100位人物”第29名，也是美国历史上第二有影响力的首席大法官、仅次于约翰·马歇尔。2018年9月，英国知名周报《经济学人》评价沃伦是“二十世纪最重要的美国法学家”以及“二十世纪最伟大的自由派法学家之一。”
美国第33任总统哈里·S·杜鲁门在他对沃伦的颂词中写到：“作为首席大法官的沃伦，必将因其对宪法终极含义的解读而载入史册。他感应到了时代的使命召唤，并挺身而出。” 最高法院大法官威廉·道格拉斯写到：“在我看来，沃伦在美国历史的长河中与约翰·马歇尔、查尔斯·埃文斯·休斯齐名。”传记作家埃德·克雷（Ed Cray）提到：“在大多数公正的法律学生和法学批评家眼里，沃伦的伟大程度仅次于约翰·马歇尔。”普利策奖得主安东尼·路易斯认为沃伦是：“美国最接近柏拉图式的守护者（Platonic Guardian）。”1958年，美国民权运动领袖、诺贝尔和平奖得主马丁·路德·金将一本他刚出版的新书《迈向自由》赠予首席大法官厄尔·沃伦，他在书的扉页上写着：
致：厄尔·沃伦大法官。感谢您真诚的善念，您伟大的人文主义情怀，和您对我们美国民主崇高信条的全心奉献。祝好，马丁·路德·金 （To: Justice Earl Warren. In appreciation for your genuine good-will, your great humanitarian concern, and your unswerving devotion to the sublime principles of our American democracy. With warm Regards, Martin L. King Jr.）
此书一直由沃伦家族保管，直至2015年被拍卖，最终成交价高达49,335美金。
另一方面，许多保守派人士则批评沃伦法院逾越了它的权力范围，法学家拉乌尔·伯格认为沃伦法院过度解读了美国宪法第14修正案、与修正案制定者的本意相悖，并利用过度的解读来影响公共政策以达到自己的目的。美国哥伦比亚特区联邦巡回上诉法院的罗伯特·伯克法官曾批评到：“沃伦法院充当了立法者...制定了本不应该由他们制定的政策。”尽管如此，沃伦法院所做的大多数判决并没有被后来的继任者们所推翻，即使是非常保守的首席大法官威廉·伦奎斯特也几乎没有在其任内推翻沃伦法院所做的重大裁决。相反，伦奎斯特法院甚至几次进一步推广了沃伦法院的裁决，比如在2000年的美国总统选举中，伦奎斯特法院就将1960年代沃伦法院对于公民投票权利的裁决作为判例依据，否决了佛罗里达州大选的重新计票。

### 后世纪念

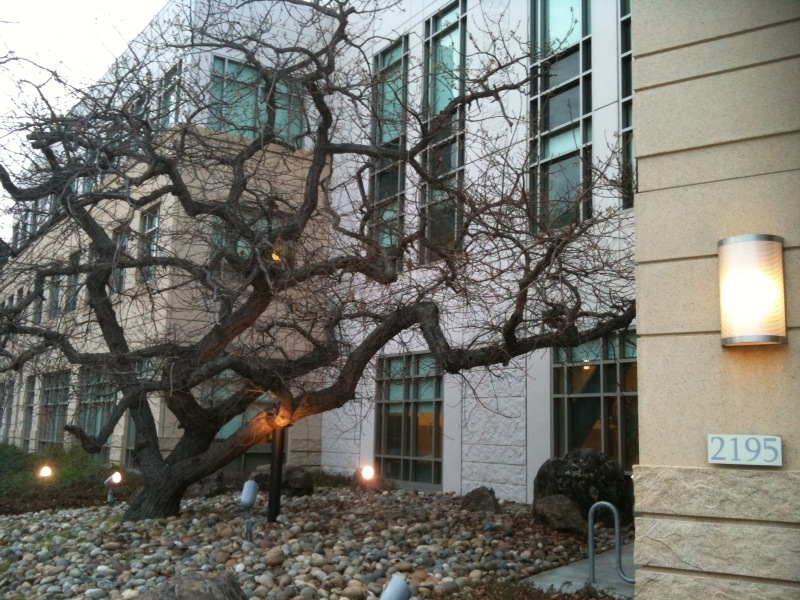
伯克利加州大学内的厄尔·沃伦堂

1981年，厄尔·沃伦获得（遗赠）美国总统自由勋章。1992年3月9日，为纪念厄尔·沃伦，美国邮政发行了印有沃伦头像的29美分邮票。2007年底，沃伦入选美国加州名人堂。
在沃伦的母校加州大学伯克利分校内，有以他命名的“厄尔·沃伦堂（Earl Warren Hall）”，伯克利法学院还专门设立有“首席大法官厄尔·沃伦种族、民族与多元化研究所（The Chief Justice Earl Warren Institute on Race, Ethnicity and Diversity）”、简称“沃伦研究所（Warren Institute）”，而法学院的大楼内还设有“沃伦纪念室（Warren Room）”。
与此同时，有许多美国的政府机构和教育机构也都以沃伦大法官的名字来命名，主要包括：

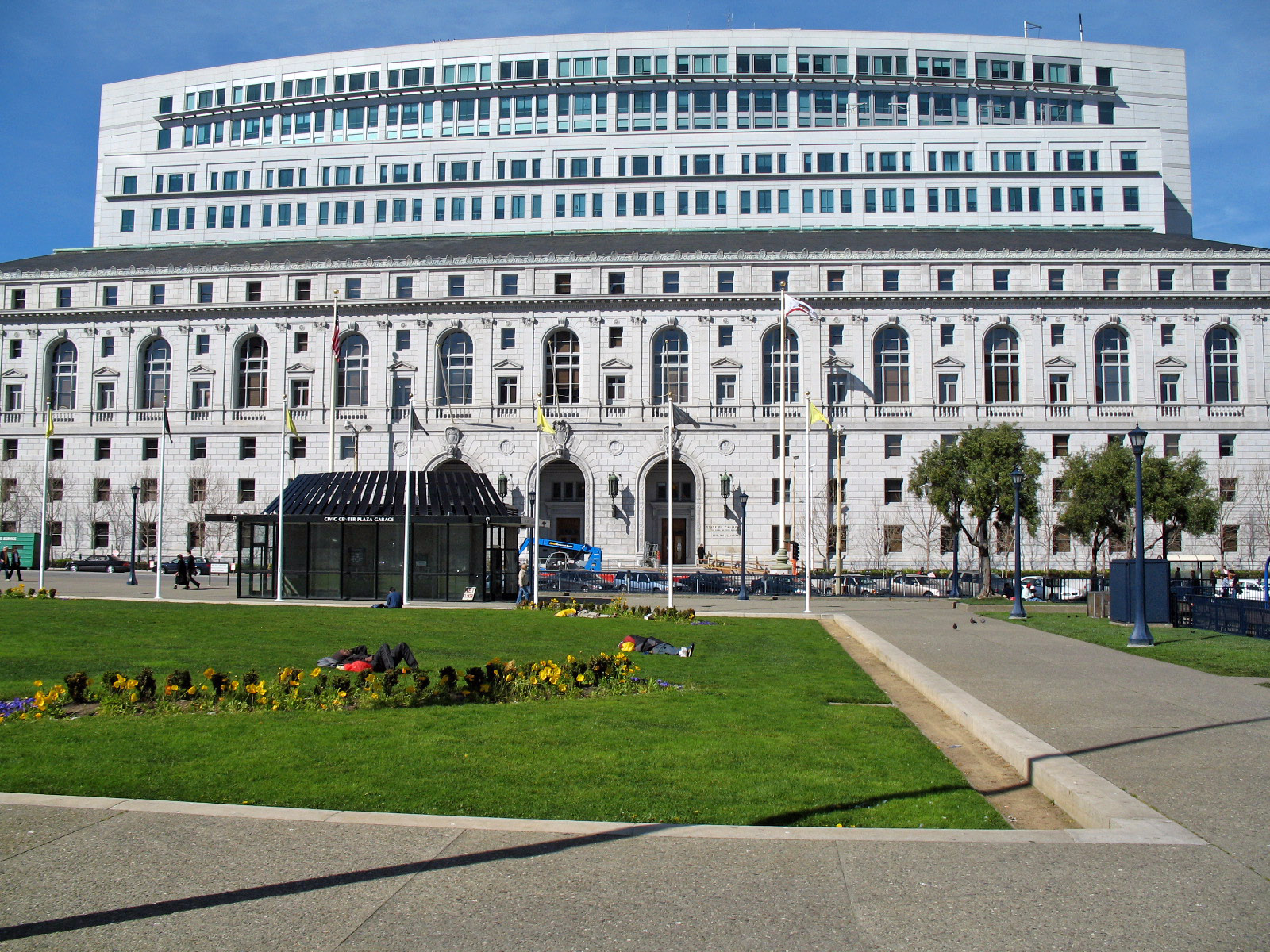
位于旧金山的加州最高法院总部大楼：厄尔·沃伦大楼

- 美国加利福尼亚州最高法院总部大楼“厄尔·沃伦大楼”[125]
- 加州13号公路的“沃伦高速（Warren Freeway）”路段[126]圣地亚哥加州大学内的厄尔·沃伦学院（英语：Earl Warren College）

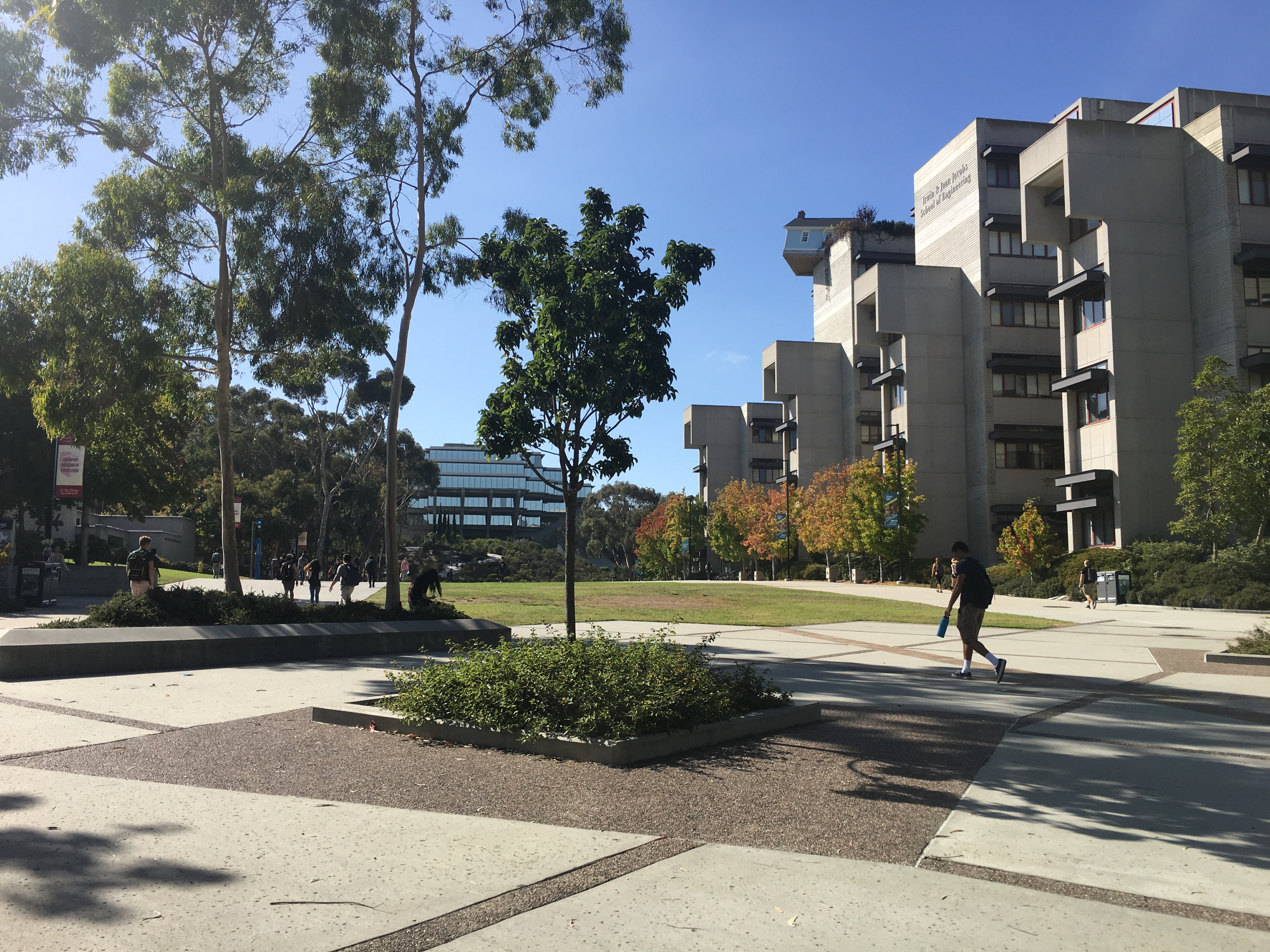
圣地亚哥加州大学内的厄尔·沃伦学院

- 加州大学圣地亚哥分校的“厄尔·沃伦学院（英语：Earl Warren College）”[127]
- 得克萨斯州圣安东尼奥的“厄尔·沃伦高中（英语：Earl Warren High School）”[128]

### 流行文化
以下影片中都有对厄尔·沃伦的刻画：
- 1980年，艾美奖提名电影《吉迪恩的号角（英语：Gideon's Trumpet (1980 film)）》，由约翰·豪斯曼饰演，改编自1960年代的同名书籍《吉迪恩的号角（英语：Gideon's Trumpet）》[129][130][131]
- 1989年，奥斯卡最佳纪录片奖提名电影《超级总裁：厄尔·沃伦的生活和遗产（英语：Super Chief: The Life and Legacy of Earl Warren）》[132]
- 1991年，奥斯卡获奖电影，由吉姆·加里森飾演[133][134][135][136]
- 1991年，金球奖提名、艾美奖获奖电影《平等的隔离（英语：Separate but Equal (film)）》，由理察·基利（英语：Richard Kiley）飾演[137]
- 2016年，奥斯卡提名电影[138][139][140]

## 脚注
1. ↑  艾森豪威尔的传记作者让·爱德华·史密斯（Jean Edward Smith）于2012年曾下结论说：“艾森豪威尔从未说过此话，我没有证据证明他发表过此番言论。”[68]尽管如此，艾森豪威尔私下里还是对沃伦所作的一些判决感到不满，与此同时沃伦也对艾森豪威尔不愿公开地支持最高法院在布朗诉托皮卡教育局案中的立场而感到沮丧。 在时任最高法院大法官哈罗德·希茨·伯顿的日记中，记载了沃伦曾经和伯顿透露说：“艾森豪威尔对我和布伦南为首的自由派的判决立场感到失望。” [69]1961年，当艾森豪威尔被问及在总统任期内是否有犯过什么大错误时，这位美国前总统回答：“当然有，而且他们两个现在都还在最高法院里坐着。”[70]
2. ↑  面对弹劾，尼克松最终选择于1974年8月9日辞去美国总统一职，由杰拉尔德·福特继任美国总统。[109]

## 相关书籍

### 引用书籍
- Abraham, Henry J.  3rd. New York: Oxford University Press. 1992. ISBN 978-0-19-506557-2.
- Belknap, Michael. . The University of South Carolina Press. 2005. ISBN 978-1-57003-563-0.
- Cray, Ed. . 1997. ISBN 978-0-684-80852-9.
- Driver, Justin. . California Law Review. 2012, 100 (5): 1101–1167. JSTOR 23408735.
- Hutchinson, Dennis J. . Michigan Law Review. 1983, 81 (4): 922–983  [2016-07-30]. JSTOR 1288417. doi:10.2307/1288417. （原始内容存档于2018-07-19）.
- Mitchell, Daniel J. B. . Southern California Quarterly. 2003, 85 (2): 205–228. JSTOR 41172162. doi:10.2307/41172162.
- Newton, Jim. . 2006. ISBN 978-1594482700. （原始内容存档于2020-08-01）.
- Patterson, James T. . Oxford University Press. 2001. ISBN 978-0195156324.[]
- Powe, Lucas A. . Belknap Press. 2000. ISBN 978-0674006836.
- Schwartz, Bernard. . New York University Press. 1983. ISBN 9780814778265.
- Urofsky, Melvin I. . ABC-CLIO. 2001. ISBN 9781576071601.
- White, G. Edward. . Virginia Law Review. 1981, 67 (3): 461–551. JSTOR 1072897. doi:10.2307/1072897.
- White, G. Edward. . Oxford University Press. 1982. ISBN 978-0-19-503121-8.
- Woodward, Robert; Armstrong, Scott. . 1979. ISBN 978-0743274029. ISBN 978-0-380-52183-8. ISBN 978-0-671-24110-0.

### 延伸阅读
- Horwitz, Morton J. . Hill and Wang Critical Issues. 1999. ISBN 978-0809016259.
- Lewis, Anthony. . Friedman, Leon; Israel, Fred L.  (编).  4. 1997: 1373–1400. ISBN 978-0791013779.
- Moke, Paul. . Lexington Books. 2015. ISBN 978-1498520133.
- Rawls, James J. . Pacific Historical Review. 1987, 56 (1): 87–97. JSTOR 3638827. doi:10.2307/3638827.
- Scheiber, Harry N. . Lexington Books. 2006. ISBN 978-0739116357.
- Schwartz, Bernard. . Oxford University Press. 1996. ISBN 978-0195104394.
- Schwartz, Bernard. . Journal of Supreme Court History. 1998, 23 (1): 112–132  [2019-09-13]. doi:10.1111/j.1540-5818.1998.tb00128.x. （原始内容存档于2020-08-07）.
- Simon, James F. . Liveright Publishing. 2018. ISBN 9780871407665.
- Smemo, Kristoffer. . Journal of American History. 2005, 101 (4): 1166–1189. doi:10.1093/jahist/jav143.
- Tushnet, Mark. . University of Virginia Press. 1996. ISBN 978-0813916651.
- Smith, J. Douglas. . Hill and Wang. 2014. ISBN 978-0809074235.